# Gipsyfestival
Het International Gipsy Festival Tilburg was een festival gericht op de kunst en cultuur van de zigeunergemeenschap.
In 1997 vond het eerste International Gipsy Festival plaats op diverse locaties in Tilburg.
Muziekgezelschappen en dansers uit Europa, Rusland en India hebben opgetreden op het festival. Buiten muziek en dans bevat het festival ook beeldende kunst, fotografie en literatuur. 
Het festival staat erom bekend dat het steeds nieuwe wegen inslaat. Het reikt compositie-opdrachten uit, brengt uiteenlopende muzikanten en stijlen bij elkaar waaronder ook sinti, roma en gadji. Het organiseert landelijke tournees, dansworkshops en talentenjachten en staat ook aan de basis van de Gipsy Road Show: een rondtrekkende kleine karavaan met authentieke woonwagens, een theatertent, een expositie-kiosk en passende catering. 
Voorbeelden van artiesten en groepen die hebben opgetreden op het Gipsyfestival:
- Amira Medunjanin
- Boban Marković
- Fanfare Ciocărlia
- Kočani Orkestar
- Ljiljana Buttler
- Mahala Raï Banda
- Marius Preda
- Ot Azoj
- Rosenberg Trio
- Taraf de Haïdouks
- Tcha Limberger